# De Barry Paf Show
De Barry Paf Show is een radioprogramma op de Nederlandse zender 100% NL. De presentatie ligt in handen van Barry Paf. Sidekick is Jeske van Trigt. Het programma wordt uitgezonden op maandag tot donderdag van 16:00 tot 19:00 uur.

## Geschiedenis

### Middagshow
De eerste uitzending van De Barry Paf Show vond plaats op 3 september 2018, nadat presentator Barry Paf enkele maanden invaller was geweest. Het programma was de opvolger van het programma 'De Middagshow met Koen', met Koen Hansen. Aanvankelijk werd het programma elke maandag tot en met donderdag van 16:00 tot 19:00 uur uitgezonden.

### Ochtendshow
In oktober 2018 werd bekend dat Barry Paf zou gaan stoppen met de middagshow, om de ochtendshow te gaan maken. Dit programma nam het tijdslot van 'De Ochtendshow Met Lars' over, elke maandag t/m vrijdag van 6 tot 10 uur. .
De Barry Paf Show is sinds 3 december 2018 te horen in de ochtend, als opvolger van Lars Boele. Op diezelfde datum nam Chantal Hutten het middagslot op 100% NL over.

## Terugkerende onderdelen

### Barry's Berichtenbox
Elke dag een oproep die inspeelt op de actualiteit.

### Woensdag: Terug naar Toensdag
Om de week op woensdag wordt er teruggeblikt op een succes uit het verleden!